# Открытый чемпионат Франции по теннису 2025
Открытый чемпионат Франции 2025 — профессиональный теннисный турнир серии Большого шлема, который разыгрывался на открытых грунтовых кортах комплекса «Stade Roland Garros».
Турнир-2025 является 124-м по счёту, проводящимся здесь. В этом году он разыгрывался в девяти разрядах: в пяти — у взрослых и четырёх — у старших юниоров. Соревнования проходили в Париже с 16 мая по 8 июня 2025 года: в первую неделю проходила квалификация одиночных турниров, во вторую и третью — матчи основных сеток.
Прошлогодние победители:
- в мужском одиночном разряде —  Карлос Алькарас
- в женском одиночном разряде —  Ига Свёнтек
- в мужском парном разряде —  Марсело Аревало и  Мате Павич
- в женском парном разряде —  Кори Гауфф и  Катерина Синякова
- в смешанном парном разряде —  Лаура Зигемунд и  Эдуар Роже-Васслен

## Общая информация
Все игроки, представляющие Россию и Беларусь, выступавшие на парижских кортах, были заявлены в нейтральном статусе.
Лидером посева в мужском одиночном разряде был Янник Синнер (первая ракетка мира в тот период). Титул же второй год подряд достался Карлосу Алькарасу, выигравшему один за другим семь матчей, а в финале справившийся с лидером посева. Финал турнира продолжался 329 минут и стал самым длинным в хронометрируемой истории турнира. Пять сетов в титульной игре было сыграно второй год подряд, а решающий сет затянулся более чем на двенадцать геймов впервые с 2004-го года. Синнер шестой раз в карьере участвовал в матче на турнире Большого шлема длиннее четырёх часов и в шестой раз проиграл. Сеянные заняли 15 из 32 мест в третьем раунде. Сильнейшими участниками квалификации в основной сетке стали Маттео Джиганте, Филип Мисолич, Итан Куинн и Энрике Роша, пробившиеся в третий раунд. Итальянец для этого обыграл Стефаноса Циципаса (№ 20 посева), австриец — Дениса Шаповалова (№ 27), американец — Григора Димитрова (№ 16), а португалец — Якуба Меншика (№ 19).
Лидером посева в женском одиночном разряде была Арина Соболенко (первая ракетка мира в тот период). Титул же достался Кори Гауфф, выигравшей один за другим семь матчей, в четвертьфинале обыгравшая действующую победительницу Открытого чемпионата Австралии Мэдисон Киз, а в финале — лидера посева. Первая и вторая сеянная сыграли в титульной игре впервые с 2013-го года. Трёхкратная действующая чемпионка турнира — Ига Свёнтек — защищала свои титулы и дошла до полуфинала. Сильнейшей несеянной участницей турнира стала Лоис Буассон, пробившаяся в полуфинал. Француженка перед турниром значилась 361-й ракеткой мира. Представительница местного тенниса сыграла на этой стадии впервые с 2011-го года (когда Марион Бартоли уступила Франческе Скьявоне). Буассон стала первой с 1990-го года теннисисткой, вышедшей в полуфинал на дебютном турнире серии. Сеянные заняли 19 из 32 мест в третьем раунде. Сильнейшими представительницами квалификации в основной сетке стали Юлия Стародубцева и Виктория Мбоко, вышедшие в третий раунд. Украинка, при этом, проиграла в финале отбора Саре Бейлек, но была допущена до игр после позднего снятия Сораны Кырсти.
Лидерами посева в мужском парном разряде были Марсело Аревало и Мате Павич (первая и вторая ракетка мира в тот период). Прошлогодние чемпионы добрались до третьего раунда, а титул достался Марселю Гранольерсу и Орасио Себальосу. Испанец и аргентинец выиграли один за другим шесть матчей, а в финале справились с Джо Солсбери и Нилом Скупски. Гранольерс выиграл финал турнира серии с шестой попытки, а Себальос — с четвёртой. Сеянные заняли девять из 16 мест в третьем раунде.
Лидерами посева в женском парном разряде были Катерина Синякова и Тейлор Таунсенд (первая и вторая ракетка мира в тот период). Чешка и американка добрались до четвертьфинала, а титул достался Саре Эррани и Жасмин Паолини. Итальянки выиграли один за другим шесть матчей, а в финале справились с Анной Данилиной и Александрой Крунич. Вторая прошлогодняя чемпионка — Кори Гауфф — не принимала участие в соревнованиях. Эррани в пятый раз за двенадцать участий в парижском турнире добралась до титульного матча и во второй раз победила. Итальянка выиграла шестой турнир Большого шлема, но первый с Уимблдона-2014. Сеянные заняли восемь из 16 мест в третьем раунде.
Лидером посева в смешанном парном разряде были Людмила Киченок и Мате Павич (11-я и 1-я ракетки мира в тот период). Украинка и хорват добрались до четвертьфинала, а титул достался Саре Эррани и Андреа Вавассори. Итальянцы выиграли четыре матча, а в финале справились с Тейлор Таунсенд и Эваном Кингом. Прошлогодние чемпионы — Лаура Зигемунд и Эдуар Роже-Васслен — защищали свой титул и дошли до четвертьфинала. Сеянные заняли четыре места в четвертьфиналах.
По ходу турнира об окончании игровой карьеры объявили Ришар Гаске, Каролин Гарсия, и Николя Маю, а Сара Эррани в последний раз приняла участие в одиночных соревнованиях в рамках протура.
Лидером посева в юниорском одиночном разряде среди юношей был Андрес Сантамарта Роиг (вторая ракетка мира в тот период). Титул же достался Нильсу Макдональду, выигравшему один за другим шесть матчей, в третьем раунде справившийся с первым сеянным, а в финале — с Максом Шенхаузом. Сеянные заняли 11 из 16 мест в третьем раунде. Сильнейшими представителями квалификации в основной сетке стали Савва Рыбкин и Штефан Хория Хайцэ, дошедшие до третьего раунда.
Лидером посева в юниорском одиночном разряде среди девушек была Эмерсон Джонс (вторая ракетка мира в тот период). Титул же достался Лилли Таггер, прошедшей в полуфинале первую сеянную, а в финале справившаяся с Ханной Клагмен. Сеянные заняли восемь из 16 мест в третьем раунде. Сильнейшей участницей квалификации в основной сетке стала Сара Мелани Файмонова, пробившаяся в четвертьфинал.
Лидерами посева в парном разряде среди юношей были Амир Омарханов и Андрес Сантамарта Роиг (11-я и 2-я ракетки мира в тот период). Представители Казахстана и Испании покинули сетку уже после первого матча, а титул достался Оскару Палданиусу и Алану Важному. Финн и поляк выиграли один за другим пять матчей, а в финале справились с Ноа Джонстоном и Бенджамином Уиллвертом. Сеянные заняли шесть мест в четвертьфиналах.
Лидерами посева в парном разряде среди девушек были Эмерсон Джонс и Ханна Клагмен (2-я и 13-я ракетки мира в тот период). Титул же достался Еве Беннеманн и Соне Жениховой, в стартовом матче прошедшие лидеров посева, а в финале справившиеся с Алёной и Яной Ковачковыми. Сеянные заняли пять мест в четвертьфиналах.

### Рейтинговые очки
|                    | Титул | Финал | 1/2 финала | 1/4 финала | 1/8 финала | 1/16 финала | 1/32 финала | 1/64 финала | Победа в квалификации | Финал квалификации | 1/2 финала квалификации | 1/4 финала квалификации |  |
| ------------------ | ----- | ----- | ---------- | ---------- | ---------- | ----------- | ----------- | ----------- | --------------------- | ------------------ | ----------------------- | ----------------------- |  |
| Мужской одиночный  | 2000  | 1300  | 800        | 400        | 200        | 100         | 50          | 10          | 30                    | 16                 | 8                       | 0                       |  |
| Мужской парный     | 2000  | 1200  | 720        | 360        | 180        | 90          | 0           |             |                       |                    |                         |                         |  |
| Женский одиночный  | 2000  | 1300  | 780        | 430        | 240        | 130         | 70          | 10          | 40                    | 30                 | 20                      | 2                       |  |
| Женский парный     | 2000  | 1300  | 780        | 430        | 240        | 130         | 10          |             |                       |                    |                         |                         |  |
| Одиночный. Юноши   | 1000  | 700   | 490        | 300        | 180        | 90          | 25          | 20          |                       |                    |                         |                         |  |
| Одиночный. Девушки | 1000  | 700   | 490        | 300        | 180        | 90          | 25          | 20          |                       |                    |                         |                         |  |
| Парный. Юноши      | 750   | 525   | 367        | 225        | 135        |             |             |             |                       |                    |                         |                         |  |
| Парный. Девушки    | 750   | 525   | 367        | 225        | 135        |             |             |             |                       |                    |                         |                         |  |

### Призовые деньги
|                           | Титул     | Финал     | 1/2 финала | 1/4 финала | 1/8 финала | 1/16 финала | 1/32 финала | 1/64 финала | Финал квалификации | 1/2 финала квалификации | 1/4 финала квалификации |
| ------------------------- | --------- | --------- | ---------- | ---------- | ---------- | ----------- | ----------- | ----------- | ------------------ | ----------------------- | ----------------------- |
| Одиночные разряды         | 2 550 000 | 1 275 000 | 690 000    | 440 000    | 265 000    | 168 000     | 117 000     | 78 000      | 43 000             | 29 500                  | 21 000                  |
| Мужские пары Женские пары | 590 000   | 295 000   | 148 000    | 80 000     | 43 500     | 27 500      | 17 500      |             |                    |                         |                         |
| Смешанные пары            | 122 000   | 61 000    | 31 000     | 17 500     | 10 000     | 5 000       |             |             |                    |                         |                         |

## Соревнования

### Взрослые

#### Мужчины. Одиночный разряд
- Карлос Алькарас обыграл  Янника Синнера со счётом 4-6 6-7(4) 6-4 7-6(3) 7-6(2).
- Алькарас выигрывает 1-й титул в сезоне и 5-й за карьеру на соревнованиях серии.
- Синнер сыграл 2-й финал в сезоне и 4-й за карьеру на соревнованиях серии.

#### Женщины. Одиночный разряд
- Кори Гауфф обыграла  Арину Соболенко со счётом 6-7(5) 6-2 6-4.
- Гауфф выигрывает 1-й титул в сезоне и 2-й за карьеру на соревнованиях серии.
- Соболенко сыграла 2-й финал в сезоне и 6-й за карьеру на соревнованиях серии.

#### Мужчины. Парный разряд
- Марсель Гранольерс /  Орасио Себальос обыграли  Джо Солсбери /  Нила Скупски со счётом 6-0 6-7(5) 7-5.
- Гранольерс выигрывает дебютный титул на соревнованиях серии.
- Себальос выигрывает дебютный титул на соревнованиях серии.

#### Женщины. Парный разряд
- Сара Эррани /  Жасмин Паолини обыграли  Анну Данилину /  Александру Крунич со счётом 6-4 2-6 6-1.
- Эррани выигрывает 1-й титул в сезоне и 6-й за карьеру на соревнованиях серии.
- Паолини выигрывает дебютный титул за карьеру на соревнованиях серии.

#### Смешанный парный разряд
- Сара Эррани /  Андреа Вавассори обыграли  Тейлор Таунсенд /  Эвана Кинга со счётом 6-4 6-2.
- Эррани выигрывает 1-й титул в сезоне и 2-й за карьеру на соревнованиях серии.
- Вавассори выигрывает 1-й титул в сезоне и 2-й за карьеру на соревнованиях серии.

### Юниоры

#### Юноши. Одиночный турнир
- Нильс Макдональд обыграл  Макса Шёнхауза со счётом 6-7(5) 6-0 6-3.
- Макдональд выигрывает дебютный титул за карьеру на соревнованиях серии.
- Шёнхауз сыграл дебютный финал за карьеру на соревнованиях серии.

#### Девушки. Одиночный турнир
- Лилли Таггер обыграла  Ханну Клагмен со счётом 6-2 6-0.
- Таггер выигрывает дебютный титул за карьеру на соревнованиях серии.
- Клагмен сыграла дебютный финал за карьеру на соревнованиях серии.

#### Юноши. Парный турнир
- Оскари Палданиус /  Алан Важный обыграли  Ноа Джонстона /  Бенджамина Уиллверта со счётом 6-2 6-3.
- Палданиус выигрывает дебютный титул за карьеру на соревнованиях серии.
- Важный выигрывает дебютный титул за карьеру на соревнованиях серии.

#### Девушки. Парный турнир
- Ева Беннеманн /  Соня Женихова обыграли  Алёну Ковачкову /  Яну Ковачкову со счётом 4-6 6-4 [10-8].
- Беннеманн выигрывает дебютный титул за карьеру на соревнованиях серии.
- Женихова выигрывает дебютный титул за карьеру на соревнованиях серии.